# Jim Baen
James Patrick Baen (ur. 22 października 1943, zm. 28 czerwca 2006) – amerykański wydawca i redaktor fantastyki naukowej. W 1983 założył własne wydawnictwo Baen Books, specjalizujące się w powieściach przygodowych, fantasy, wojskowym science fiction i w space operze. Założył także wydawnictwo gier komputerowych, Baen Software. Pod koniec 1999 roku założył elektroniczną firmę wydawniczą o nazwie Webscriptions (obecnie Baen Ebooks), która jest uważana za pierwsze przynoszące zyski wydawnictwo e-booków.

## Życiorys
Urodził się w Pensylwanii. Mając 17 lat opuścił dom swojego ojczyma, po czym mieszkał przez kilka lat na ulicy. Następnie wstąpił do United States Army. Służył w Bawarii.
Studiował w City College w Nowym Jorku i w latach 60. pracował jako kierownik w kawiarni w Greenwich Village. Następnie rozpoczął karierę wydawniczą w dziale reklamacji Ace Books. W 1972 zaczął pracę jako asystent redaktora w magazynie Gothics.

### Redaktor
Baen zastąpił Judy-Lynn del Rey jako redaktor naczelny miesięcznika Galaxy Science Fiction w 1973 roku. Jego następcą został Ejler Jakobsson, pracujący jako redaktor Galaxy oraz If w 1974. Baen wpłynął na ożywienie miesięcznika, publikując takich autorów jak: Jerry Pournelle, Charles Sheffield, Joanna Russ, Spider Robinson, Algis Budrys i John Varley.